# Træranke
Træranke (Periploca) er en lille slægt med ca. 10 arter, som er udbredt i Østasien, Himalaya, Mellemøsten, Centralafrika, Nordafrika og Sydeuropa. Det er Løvfældende eller stedsegrønne buske med åben og opstigende eller slyngende vækst. Bladene er modsatte og helrandede. Blomsterne er samlet i stande fra bladhjørner eller skudspidser. Blomsterne er 5-tallige og rummer bæger- og kronblade samt 5 bikronblade. Blomsterne er hårede på indersiden. Bestøvningsmekanismen er meget kompliceret. Frugten er en bælgkapselagtig spaltefrugt med to delfrugter, der indeholder mange frø.
Her beskrives kun de to arter, som bliver dyrket i Danmark.
| Beskrevne arter |

- Græsk træranke (Periploca graeca)
- Kinesisk træranke (Periploca sepium)

| Andre arter |

- Periploca arborea
- Periploca calophylla
- Periploca forrestii
- Periploca hydaspidis
- Periploca laevigata